# Ушкалов Олександр Леонідович
Олександр Леонідович Ушкалов (Сашко Ушкалов; *21 червня 1983),  — український письменник (поет, драматург, прозаїк), літературознавець і перекладач. Кандидат філологічних наук.

## Життєпис
Олександр Ушкалов народився в Харкові, у сім'ї професора Леоніда Ушкалова.

## Доробок
Твори й переклади Сашка Ушкалова друкувалися на сторінках часописів «Молода Україна», «Четвер», «Кальміюс», «Березіль», «Дикое поле», «Книжник-review», «Слобожанщина», «Сад Б. П.» тощо.

## Особисте життя
Одружений. Дружина — Марія Ушкалова. Подружжя виховує сина Олександра.